# El Paso
El Paso je město ve státě Texas na jihozápadě Spojených států amerických a sídlo El Paso County. Ve městě žije přibližně 679 tisíc obyvatel. Jedná se o šesté nejlidnatější město Texasu, jednadvacáté v USA a o sedmé nejdynamičtěji se rozvíjející město v USA v letech 2000–2006. Leží na řece Rio Grande, která ho dělí od mexického města Ciudad Juárez.
Ve městě se nachází University of Texas El Paso a velká vojenská základna Armády Spojených států Fort Bliss.

## Demografie
Podle sčítání lidu z roku 2010 zde žilo 649 121 obyvatel.

### Rasové složení
- 80,8 % bílí Američané
- 3,4 % Afroameričané
- 0,7 % američtí indiáni
- 1,2 % asijští Američané
- 0,1 % pacifičtí ostrované
- 11,0 % jiná rasa
- 2,7 % dvě nebo více ras

Obyvatelé hispánského nebo latinskoamerického původu, bez ohledu na rasu, tvořili 80,7 % populace.

## Osobnosti města

### Rodáci
- Milicent Patrick (1915–1998), americká maskérka, trikařka, herečka a animátorka
- Gene Roddenberry (1921–1991), americký scenárista a televizní producent, tvůrce sci-fi Star Trek[5]
- Sandra Day O'Connorová (1930–2023), americká právnička a politička[6]
- Debbie Reynoldsová (1932–2016), americká herečka a zpěvačka[7]
- Patrick Graham Forrester (* 1957), americký důstojník a astronaut[8]
- Richard Ramirez (1960–2013), americký sériový vrah, přezdívaný Noční slídil[9]
- Eddie Guerrero (1967–2005), mexicko-americký profesionální wrestler[10]
- Alan Tudyk (* 1971), americký herec a dabér[11]
- Marcell Jacobs (* 1994), italský sprinter, mistr Evropy, halový mistr světa, dvojnásobný olympijský vítěz z LOH 2020[12]

### Obyvatelé
- Pat Garrett (1850–1908), americký šerif[13]
- Pancho Villa (1878–1923), mexický generál, osobnost mexické revoluce[14]
- Omar Bradley (1893–1981), americký pětihvězdičkový generál[15]
- Wernher von Braun (1912–1977), německý raketový konstruktér[16]
- Anthony Quinn (1915–2001), mexicko-americký herec, malíř a scenárista, dvojnásobný držitel Oscara[17]
- Cormac McCarthy (1933–2023), americký spisovatel[18]
- F. Murray Abraham (* 1939), americký herec, nositel Oscara[19]
- John Olivas (* 1966), americký astronaut[20]
- Khalid (* 1998), americký zpěvák a skladatel[21]

## Partnerská města
El Paso má následující partnerská města:
- Chihuahua, Mexiko
- Ciudad Juárez, Mexiko
- Las Cruces, Spojené státy americké